# تپه دینه‌سر رکنی‌کلا
تپه دینه‌سر رکنی‌کلا مربوط به هزاره اول قبل از میلاد است و در شهرستان سیمرغ، روستای رکنی‌کلا واقع شده و این اثر در تاریخ ۱ مهر ۱۳۸۲ با شمارهٔ ثبت ۱۰۲۷۶ به‌عنوان یکی از آثار ملی ایران به ثبت رسیده است.